# Ísafjörður
Ne doit pas être confondu avec Ísafjarðarbær ou Ísafjarðardjúp.
Ísafjörður (littéralement fjord de glace) est une ville située dans le nord-ouest de l'Islande. Avec ses 2 759 habitants, c'est la ville la plus peuplée, ainsi que le chef-lieu de la région des Vestfirðir. C'est aussi le siège de la municipalité d'Ísafjarðarbær, regroupant environ 4 000 habitants.
La ville s'est historiquement développée sur un banc de sable dans le fjord Skutulsfjörður, avant de s'étendre peu à peu le long de celui-ci.

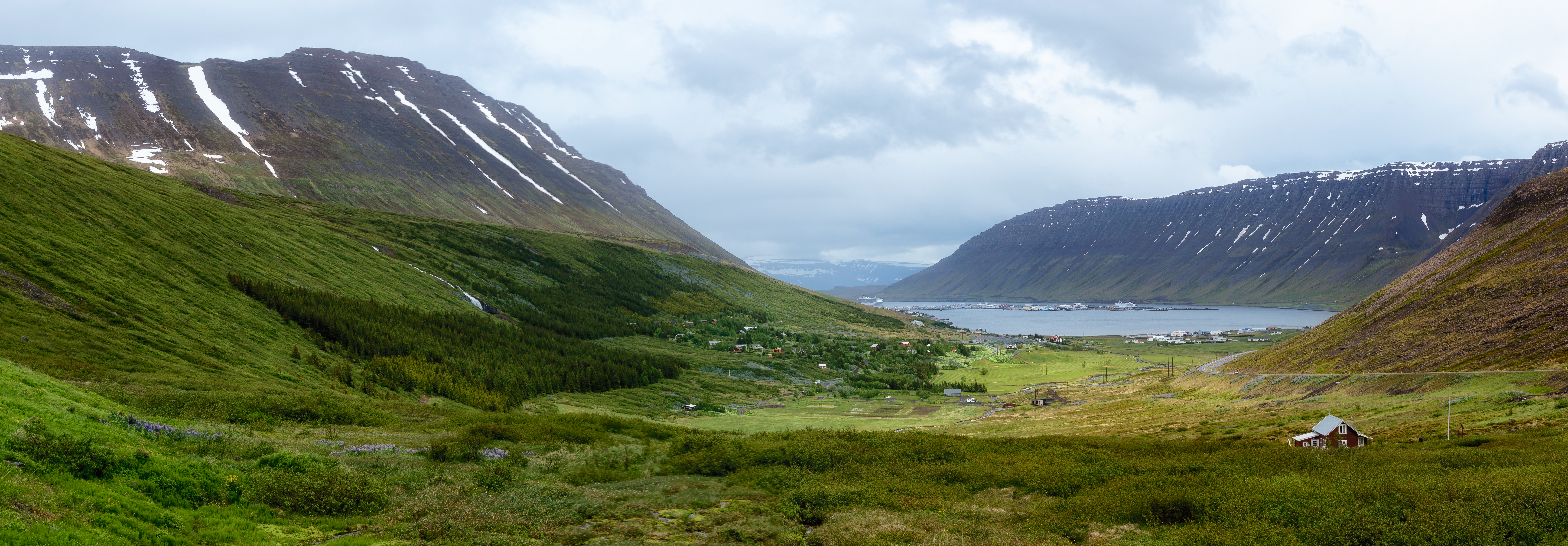
La baie bordant Ísafjörður.

## Histoire

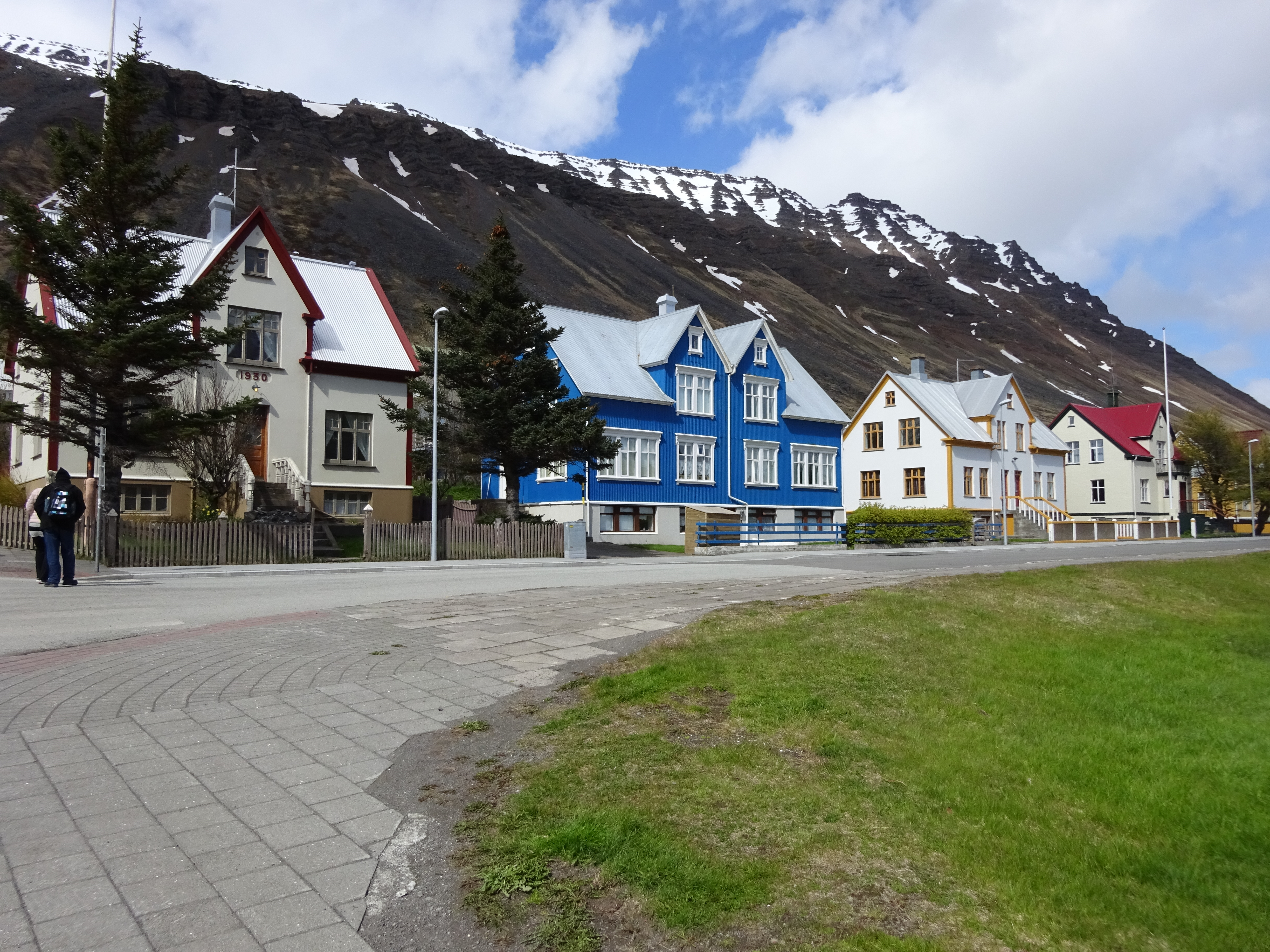
Maisons colorées d'Isafjordur.

### Origines du village
Selon le Landnámabók, le Skutulsfjördur a été colonisé pour la première fois par un guerrier viking nommé Helgi Magri Hrólfsson, au IXe siècle. À la suite de la disparition de son père, celui qui est décrit comme le premier colon d'Ísafjörður quitte la Norvège dans le but de retrouver son père. Mal accueilli par celui-ci qui vit une nouvelle vie en Islande, il repart vers la Norvège mais découvre le Skutulsfjördur, y établit un port, et y séjournera jusqu'à sa mort.

### DuXVIesiècleauXVIIIesiècle
Au XVIe siècle, le village commença à croître grâce à l'établissement d'un comptoir pour marchands étrangers.
En 1786, la Couronne danoise offre le statut de ville à Ísafjörður,. Cela va permettre à la ville de se développer plus rapidement, notamment grâce à son port de pêche et de commerce, en particulier grâce à l'essor de l'industrie de la crevette en Islande.
La plus vieille maison d'Islande, construite en 1734, abrite le Musée du Patrimoine des Fjords de l'Ouest. La plus importante collection de maisons à colombages d'Islande se situe dans le centre historique de la ville. Construites en bois et fer blanc, elles étaient principalement l'initiative de commerçants étrangers dans la seconde moitié du XVIIIe siècle, comme Tjöruhús (construite en 1742), Krumbúð (1761), et Turnhús (1744) qui abrite maintenant un musée maritime,.

### Époque contemporaine
L’industrie de la pêche auparavant importante à Ísafjörður est devenue minoritaire, en raison de la diminution des ressources dès les années 1980, et des restrictions du gouvernement à la même période. L’économie de la région s’est en conséquence tournée vers le tourisme et l’industrie de la haute technologie.

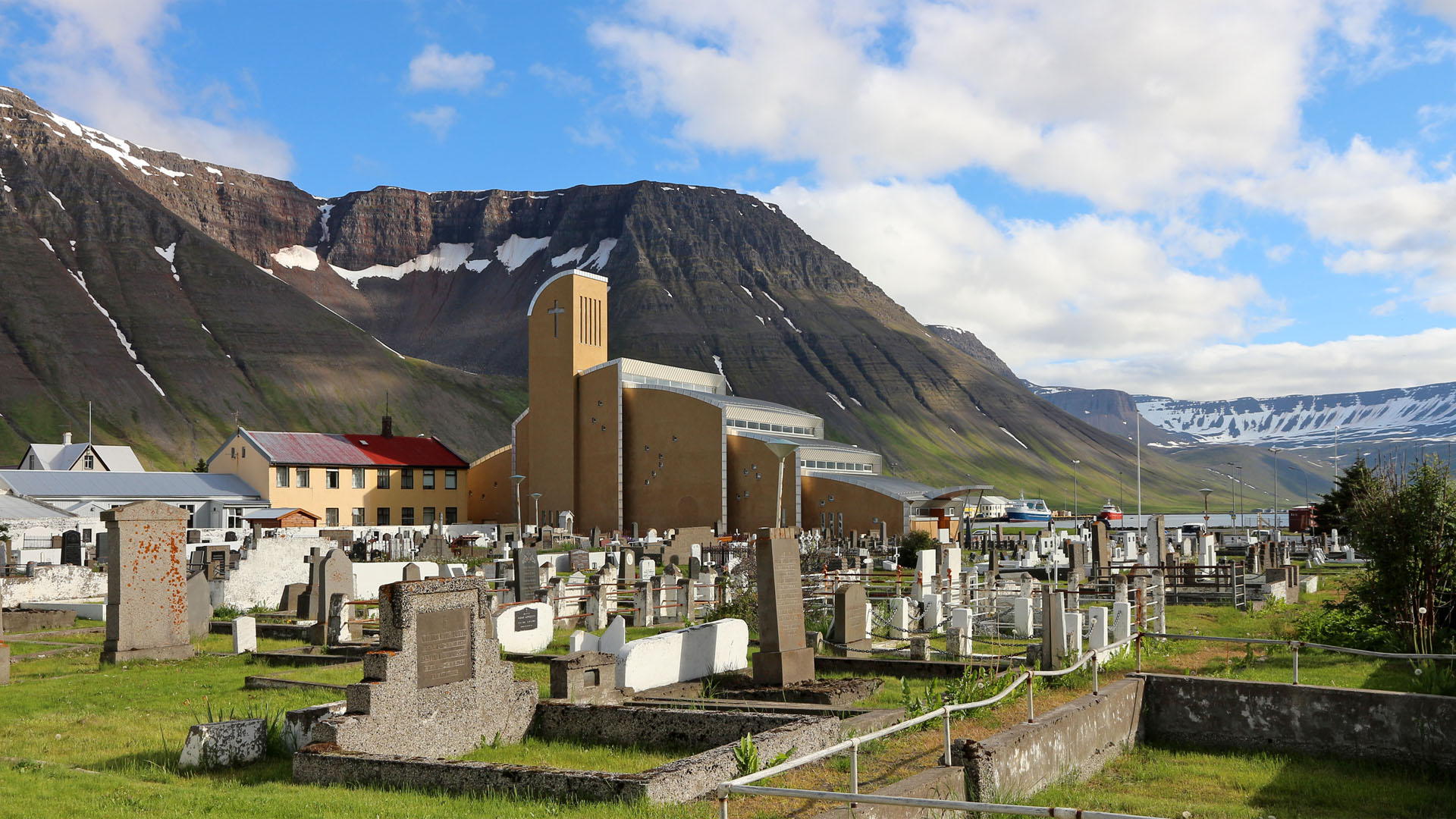
La nouvelle église d'Ísafjörður

En 1991 est prise la décision de construire une nouvelle église afin de remplacer l'ancienne datant du XIXe siècle, qui avait été détruite lors d'un incendie en juillet 1987. Cette église qui représente les vagues de la mer et dont la construction a débuté à l'automne 1992 a été conçue par Hróbjartur Hróbjartsson. Elle a été inaugurée en 1995 et dédiée au jour de l'Ascension.
La ville est aujourd'hui le siège de la municipalité d'environ 4000 habitants d'Ísafjarðarbær (en étant le siège), comprenant également les villages de Flateyri, Suðureyri et Þingeyri,.
La mairesse actuelle est Arna Lára Jónsdóttir.

## Géographie

### Localisation
La ville se trouve dans le nord-ouest de l'Islande, dans la région des Vestfirðir, dont elle est le siège et la plus grande ville,. Étant située en bord de mer, le cœur historique de la ville a une altitude de 1 m.
Ísafjörður est limitrophe de 4 autres villages, Hnífsdalur au nord-ouest, Bolungarvík au nord et à l'ouest, Súðavík au sud et à l'est, et enfin Þingeyri au sud-ouest.
| Hnífsdalur  | Bolungarvík |         |
| Bolungarvík | Ísafjörður  | Súðavík |
| Þingeyri    | Súðavík     | Súðavík |

### Géographie physique
La ville historique se situe sur un banc de sable dans le fjord de Skutulsfjördur, dont la plupart des montagnes voisines dépassent les 700 mètres d'altitude. Le reste de la ville s'est construit sur des plaines bordant la baie.
Le fjord de Skutulsfjördur, ce dernier débouchant dans le fjord d'Ísafjarðardjúp (conférant ainsi au Skutulsfjördur un rôle de fjord secondaire), est lui aussi l'embouchure d'un fleuve d'environ 10 kilomètres dont la source se trouve au sud sur les flancs du pic de Þverfell, s'élevant à 870 mètres.

### Climat
Ísafjörður, en raison de situation géographique septentrionale (quelques kilomètres au sud du cercle polaire), possède un climat à tendance polaire. On remarque également une dépression généralisée en Islande (la moyenne mondiale est de 1018 hPa).
| Mois                                             | jan. | fév.  | mars  | avril | mai   | juin  | jui.  | août  | sep.  | oct.  | nov.  | déc. |
| ------------------------------------------------ | ---- | ----- | ----- | ----- | ----- | ----- | ----- | ----- | ----- | ----- | ----- | ---- |
| Température minimale moyenne (°C)                | −2   | −3    | −3    | −1    | 2     | 6     | 8     | 7     | 6     | 2     | −1    | 3    |
| Température moyenne (°C)                         | 1    | 0     | 0     | 2     | 5     | 9     | 11    | 10    | 8     | 4     | 1     | 0    |
| Température maximale moyenne (°C)                | 3    | 2     | 3     | 5     | 8     | 12    | 14    | 13    | 11    | 6     | 4     | 3    |
| Record de vent sur 10 minutes (km/h)             | 17   | 19    | 18    | 16    | 13    | 11    | 10    | 12    | 14    | 17    | 19    | 18   |
| Pression atmosphérique au niveau de la mer (hPa) | 997  | 1 003 | 1 005 | 1 009 | 1 014 | 1 016 | 1 012 | 1 010 | 1 005 | 1 005 | 1 002 | 999  |
| Précipitations (mm)                              | 1,9  | 0,5   | 0     | 0,7   | 6,7   | 6,6   | 13,4  | 10,8  | 18,9  | 21,3  | 3,4   | 0    |
| Humidité relative (%)                            | 81   | 81    | 79    | 77    | 77    | 76    | 79    | 81    | 79    | 80    | 81    | 81   |

## Économie

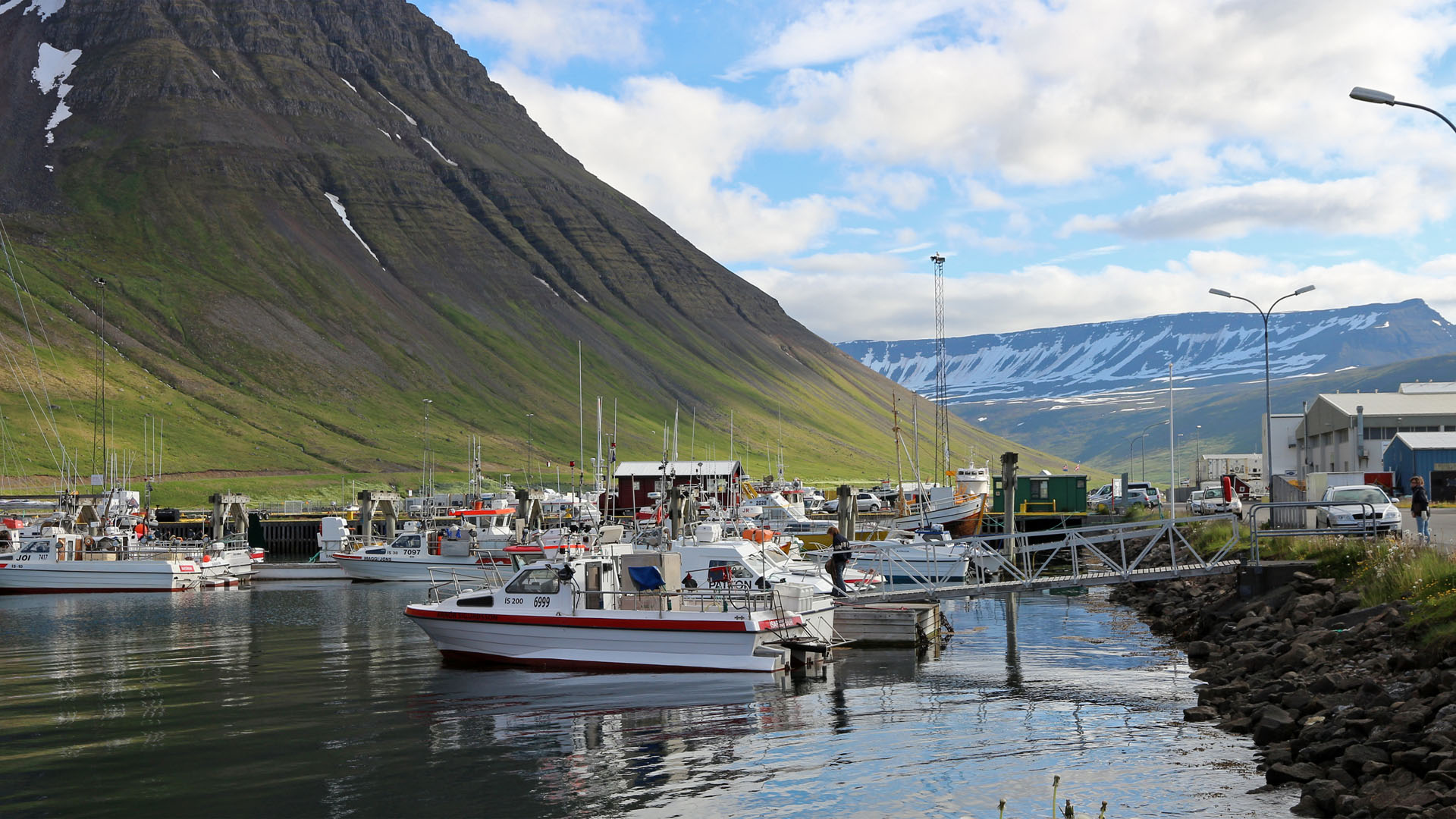
Le port d'Ísafjörður, principale source économique jusqu'au XXe siècle

La pêche a été la principale industrie à Ísafjörður, et la ville possédait même une des plus grandes pêcheries d'Islande, Ásgeirsverslun. Le déclin marqué de cette industrie, dû à l'épuisement des ressources et aux restrictions imposées par le gouvernement dans les années 1980, a poussé les habitants à chercher du travail ailleurs, en particulier dans la capitale, entraînant une diminution de la population. Cependant, la ville survit notamment grâce au tourisme et grâce à l'essor de l'industrie de haute technologie.

## Démographie
Les habitants d'Ísafjörður sont appelés Ísfirðingur.
| 1901  | 1910  | 1920  | 1930  | 1940  | 1950  | 1960  |
| ----- | ----- | ----- | ----- | ----- | ----- | ----- |
| 1 111 | 1 854 | 1 980 | 2 533 | 2 833 | 2 808 | 2 725 |

| 1970  | 1980  | 1990  | 1991  | 1992  | 1995  | 1997  |
| ----- | ----- | ----- | ----- | ----- | ----- | ----- |
| 2 680 | 3 352 | 3 498 | 3 492 | 3 490 | 3 386 | 3 046 |

| 1998  | 1999  | 2000  | 2001  | 2002  | 2003  | 2004  |
| ----- | ----- | ----- | ----- | ----- | ----- | ----- |
| 2 971 | 2 863 | 2 824 | 2 801 | 2 742 | 2 737 | 2 781 |

| 2005  | 2006  | 2007  | 2008  | 2009  | 2010  | 2011  |
| ----- | ----- | ----- | ----- | ----- | ----- | ----- |
| 2 804 | 2 757 | 2 763 | 2 704 | 2 736 | 2 699 | 2 633 |

| 2012  | 2013  | 2014  | 2015  | 2016  | 2017  | 2018  |
| ----- | ----- | ----- | ----- | ----- | ----- | ----- |
| 2 618 | 2 638 | 2 543 | 2 541 | 2 571 | 2 581 | 2 635 |

| 2019  | 2020  | 2021  | 2022  | 2023  | - | - |
| ----- | ----- | ----- | ----- | ----- | - | - |
| 2 719 | 2 700 | 2 689 | 2 745 | 2 759 | - | - |

| 1995  | 1998  | 1999  | 2000  | 2001  | 2002  | 2003  | 2004  | 2005  |
| ----- | ----- | ----- | ----- | ----- | ----- | ----- | ----- | ----- |
| 1 746 | 1 525 | 1 491 | 1 436 | 1 413 | 1 375 | 1 377 | 1 391 | 1 405 |

| 2006  | 2007  | 2008  | 2009  | 2010  | 2011  | 2012  | 2013  | 2014  |
| ----- | ----- | ----- | ----- | ----- | ----- | ----- | ----- | ----- |
| 1 394 | 1 382 | 1 363 | 1 377 | 1 337 | 1 310 | 1 311 | 1 304 | 1 257 |

| 2015  | 2016  | 2017  | 2018  | 2019  | 2020  | 2021  | 2022  | 2023  |
| ----- | ----- | ----- | ----- | ----- | ----- | ----- | ----- | ----- |
| 1 263 | 1 297 | 1 293 | 1 332 | 1 385 | 1 383 | 1 362 | 1 377 | 1 385 |

| 1995  | 1998  | 1999  | 2000  | 2001  | 2002  | 2003  | 2004  | 2005  |
| ----- | ----- | ----- | ----- | ----- | ----- | ----- | ----- | ----- |
| 1 640 | 1 466 | 1 450 | 1 387 | 1 363 | 1 364 | 1 363 | 1 351 | 1 376 |

| 2006  | 2007  | 2008  | 2009  | 2010  | 2011  | 2012  | 2013  | 2014  |
| ----- | ----- | ----- | ----- | ----- | ----- | ----- | ----- | ----- |
| 1 381 | 1 349 | 1 338 | 1 357 | 1 337 | 1 323 | 1 307 | 1 334 | 1 286 |

| 2015  | 2016  | 2017  | 2018  | 2019  | 2020  | 2021  | 2022  | 2023  |
| ----- | ----- | ----- | ----- | ----- | ----- | ----- | ----- | ----- |
| 1 278 | 1 274 | 1 288 | 1 303 | 1 334 | 1 317 | 1 327 | 1 368 | 1 374 |

Le graphique qui aurait dû être présenté ici ne peut pas être affiché car il utilise l'ancienne extension Graph, désactivée pour des questions de sécurité. Des indications pour créer un nouveau graphique avec la nouvelle extension Chart sont disponibles ici.

## Transports

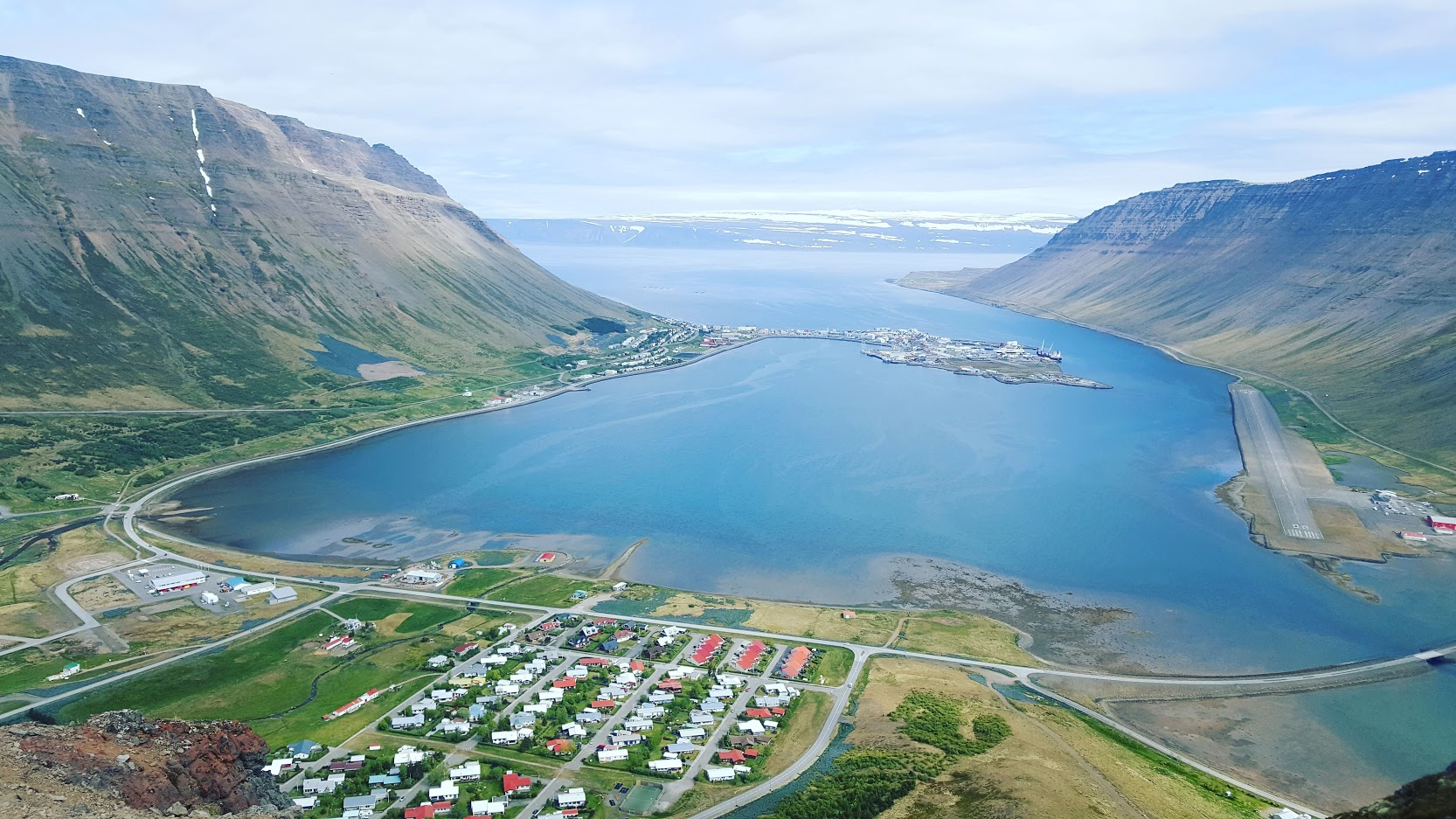
Vue sur le port et le centre historique (au centre), l'aéroport (à droite), et la route 61 contournant la baie.

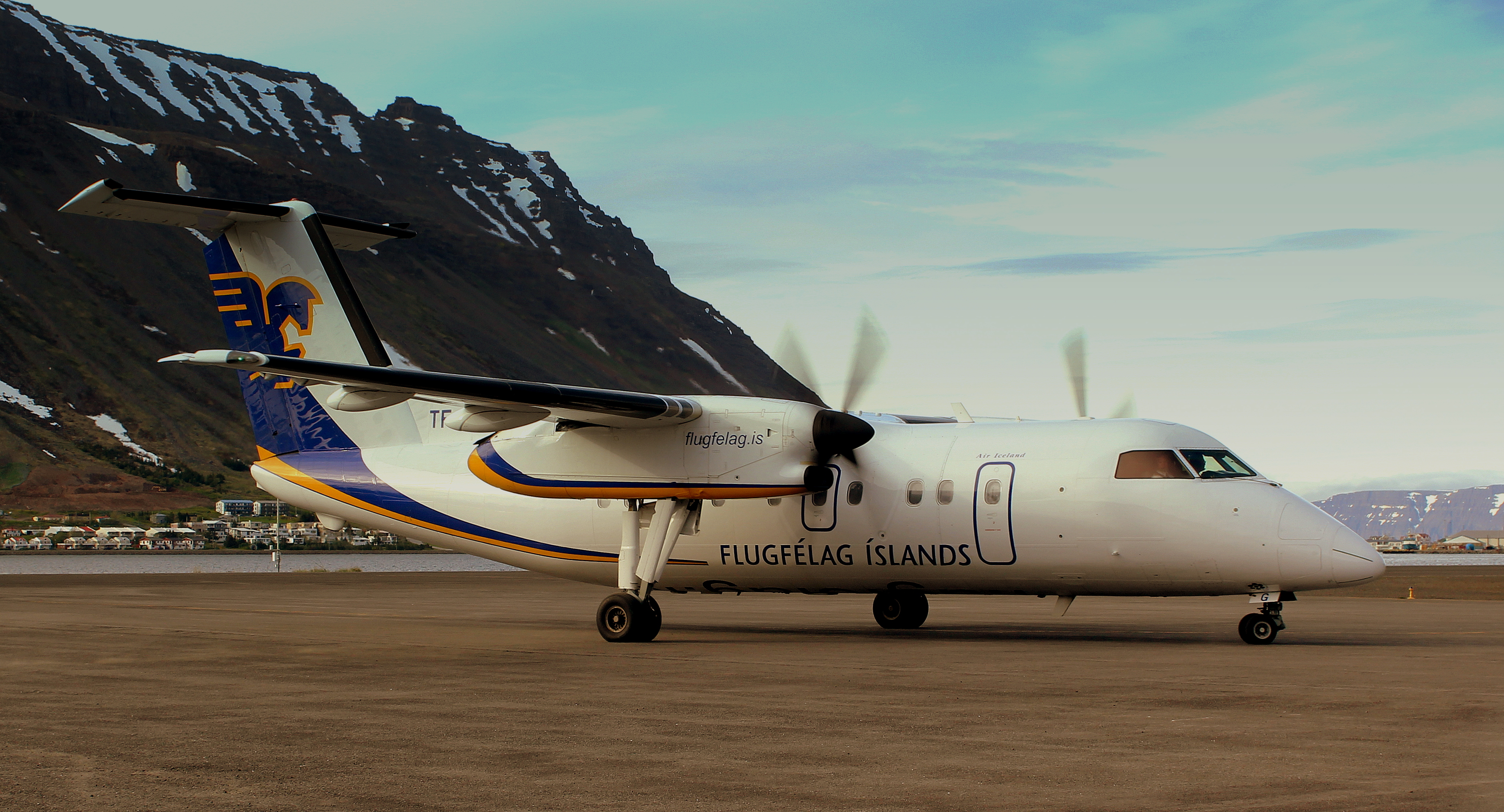
Un avion de la compagnie Air Iceland Connect à l'aérodrome d'Ísafjörður

La ville est reliée à la route 1 et donc au reste du pays par la route 60 et la route 61. Cette dernière la relie notamment à Bolungarvík et Súðavík. De plus, la route 65, dont l'intersection avec la route 60 se fait dans un tunnel sous le pic de Botnsheiði, permet de relier Ísafjörður à Suðureyri.
Le port de la ville sert aussi aux ferrys vers les villages voisins et la réserve de Hornstrandir, ainsi que des navires de croisière pour les touristes. La ville a depuis commencé une reconversion vers les industries de hautes technologies, et profite aussi du développement du tourisme.

### Aéroport
La ville possède l'aéroport d'Ísafjarðarflugvöllur avec des vols réguliers vers Reykjavik. L'aéroport est équipé d'une piste de 1400 mètres. Il existe des liaisons régulières en bus entre l'aéroport, la ville, ainsi que quelques autres localités proches.

## Culture

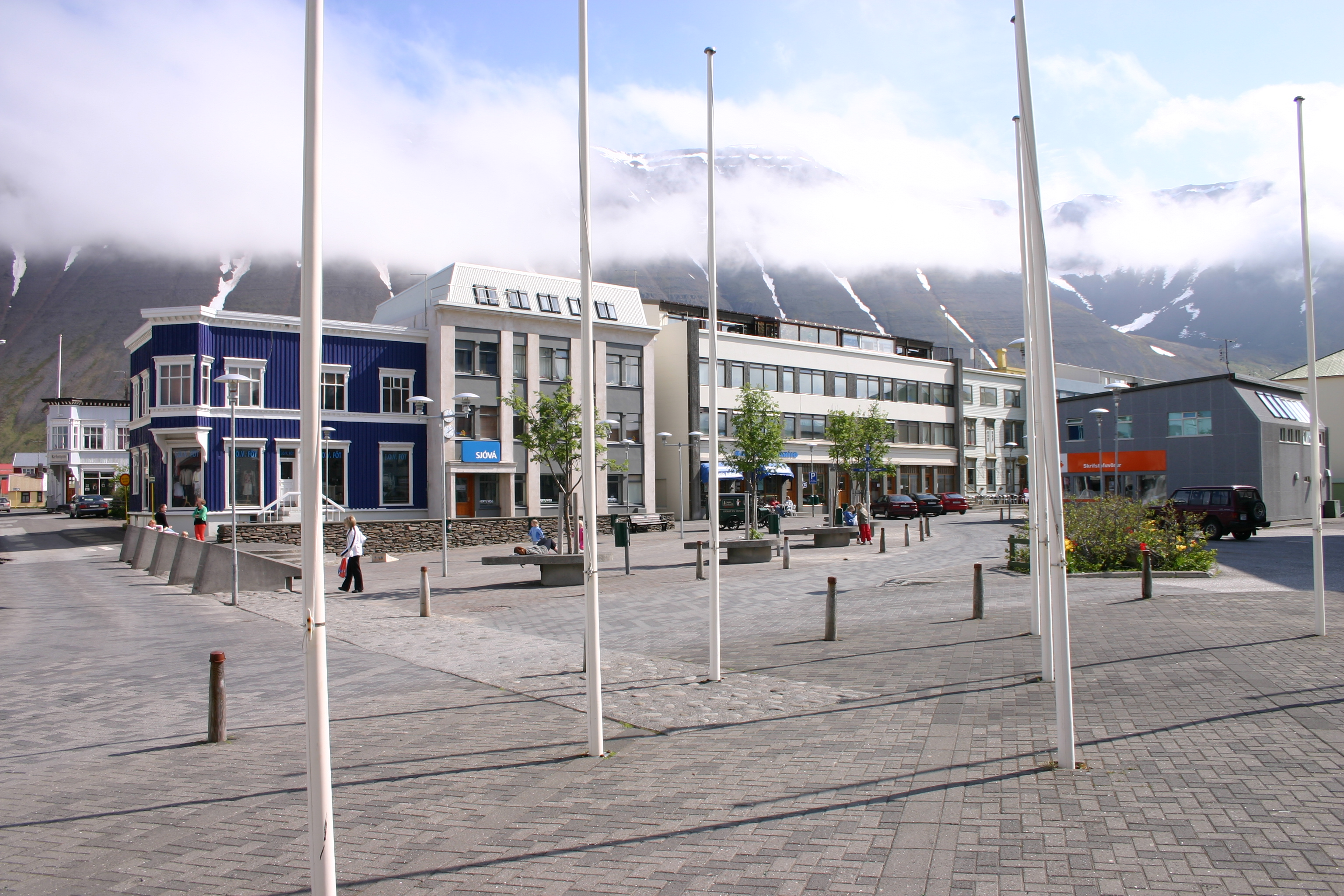
Le centre-ville d'Ísafjörður

En dépit de sa taille, de sa faible population et de son isolement du reste du pays, la ville a une atmosphère plutôt urbaine.
Ísafjörður a une école de musique ainsi qu'un hôpital. L'ancien bâtiment de l'hôpital abrite maintenant un centre culturel avec une bibliothèque et des expositions.
Récemment, la ville se fit connaître dans le pays comme un centre de musique alternative et une fête annuelle, Aldrei fór ég suður, a été établi pour accueillir des musiciens locaux et des groupes de toute l'Islande, ou même de l'étranger. La musique classique est également célébrée annuellement lors du festival Við Djúpið. La ville est également le lieu du Runners Festival (festival des coureurs), du championnat européen de football dans la boue, et le festival de théâtre Act Alone.
Depuis mars 2005, la ville accueille un centre universitaire, Háskólasetur Vestfjarða, ce qui permet aux 7 000 habitants des fjords de l'ouest et plusieurs étudiants internationaux d'accéder à l'enseignement supérieur.

## Personnalités liées à la ville
- Ólafur Ragnar Grímsson (1943-) : ancien président de la République d'Islande (1996-2016), né à Ísafjörður[22] ;
- Agnes M. Sigurðardóttir (1954-) : évêque née à Ísafjörður ;
- Matthías Vilhjálmsson (1987-) : footballeur né à Ísafjörður[23].

## Jumelages
Ísafjörður est jumelé à 5 villes.
- Joensuu
- Linköping
- Nanortalik
- Runavík
- Tønsberg